# Maria Teresa Luísa de Saboia-Carignano
Maria Teresa Luísa de Saboia-Carignano (em francês: Marie-Thérèse-Louise de Savoie-Carignan; Turim, 8 de setembro de 1749 – Paris, 3 de setembro de 1792), princesa de Lamballe, foi amiga e confidente da rainha Maria Antonieta da França. Ela foi assassinada por uma multidão durante a Revolução Francesa por sua suposta participação nas intrigas contrarrevolucionárias da rainha.
Filha de Luís Vítor de Saboia, príncipe de Carignano, casou-se em 1767 com Luís Alexandre de Bourbon, príncipe de Lamballe, que faleceu no ano seguinte. Foi viver na corte real de Versalhes após o casamento do Luís Augusto, delfim da França com Maria Antonieta em 1770 e, quando o delfim ascendeu ao trono como rei Luís XVI em 1774, Maria Antonieta a nomeou sua favorita. No ano seguinte, tornou-se "Superintendente da Casa da Rainha".
Em outubro de 1789, vários meses após a eclosão da Revolução Francesa, Lamballe acompanhou a família real a Paris, onde seu salão se tornou o ponto de encontro entre contrarrevolucionários e simpatizantes monarquistas da Assembleia Nacional Constituinte. Lamballe também era suspeita de conspirar com a rainha e inimigos austríacos da França. Após a abolição da monarquia na sequência da Jornada de 10 de Agosto de 1792, ela foi presa com a rainha na Prisão do Templo, mas transferida para a Prisão de la Force em 19 de agosto. Tendo se recusado a prestar juramento contra a monarquia, Lamballe foi entregue à uma horda furiosa em 3 de setembro, que lhe cortou a cabeça e a carregou em uma lança diante das janelas da rainha no Templo.
Apesar do título, Maria Teresa nunca esteve em Lamballe, ao passo que um retrato realizado por Joseph Duplessis da princesa com um dos seios à mostra é visível no salão de honra da Câmara Municipal.

## Início de vida

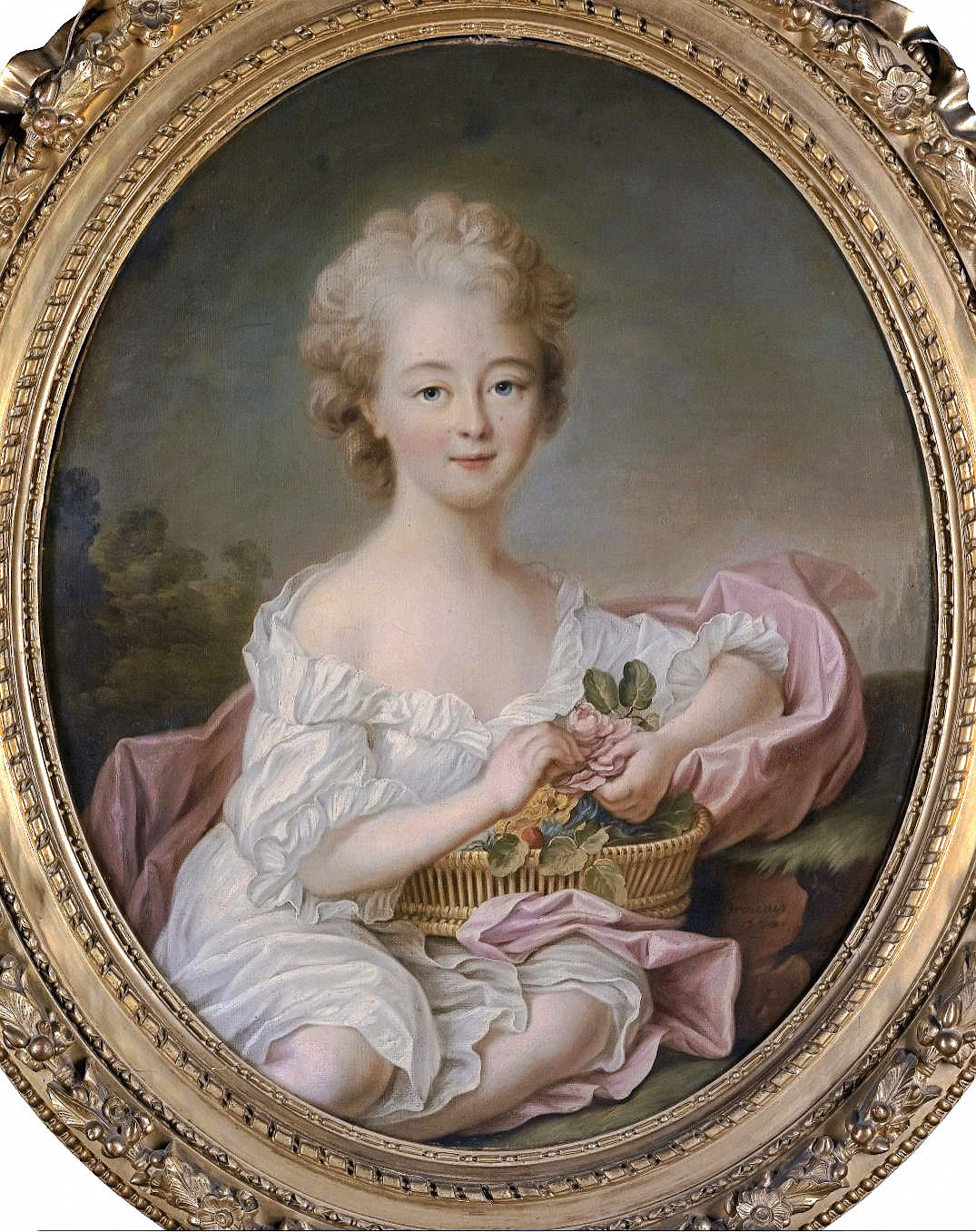
Maria Teresa Luísa na infância
François-Hubert Drouais, 1770

Maria Teresa Luísa nasceu em 8 de setembro de 1749 no Palácio Carignano em Turim. Ela foi a sexta filha, a quinta menina, de Luís Vítor de Saboia, príncipe de Carignano, neto materno do rei Vítor Amadeu II da Sardenha e de sua amante Jeanne Baptiste d'Albert de Luynes. Sua mãe era a condessa Cristina Henriqueta de Hesse-Rheinfels-Rotemburgo. Em seu nascimento, diz-se que muitos civis se alinharam nas ruas, aplaudindo e cantando sobre o nascimento de Maria Teresa. Pouco se sabe sobre sua infância.
Sabe-se que a princesa cresceu em Turim e levou uma vida nas sombras e rigorosa, mas longe das tramas e intrigas da corte. Ela era considerada uma criança gentil, piedosa e sábia, traços de caráter que levariam o duque de Penthièvre, um dos homens mais ricos da Europa, a escolhê-la como esposa para seu filho Luís Alexandre. Enquanto o pai é piedoso e virtuoso, o filho é desavergonhado e libertino. O duque então pensa que uma esposa virtuosa como a jovem Maria Teresa corrigiria o comportamento errático de Luís Alexandre, algo que, no entanto, não aconteceu.

## Casamento

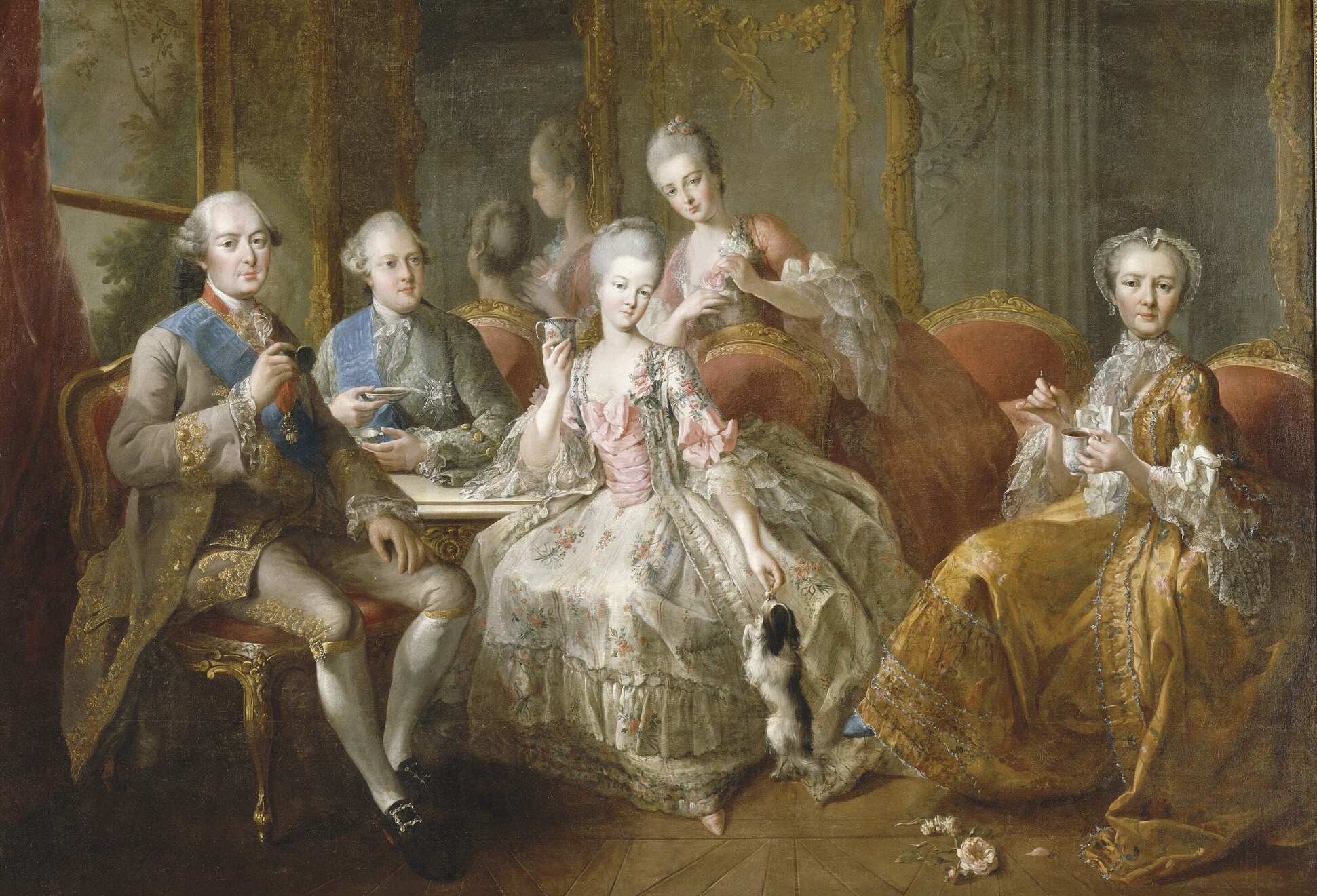
A família do duque de Penthièvre em 1768, por Jean-Baptiste Charpentier, o Velho. A princesa de Lamballe é a figura central da pintura.

Em 31 de janeiro de 1767, Maria Teresa casou-se por procuração com Luís Alexandre de Bourbon, príncipe de Lamballe. Ele era filho de Luís João Maria de Bourbon, duque de Penthièvre e da princesa Maria Teresa d'Este, sendo neto do filho legitimado de Luís XIV, Luís Alexandre de Bourbon, conde de Toulouse.

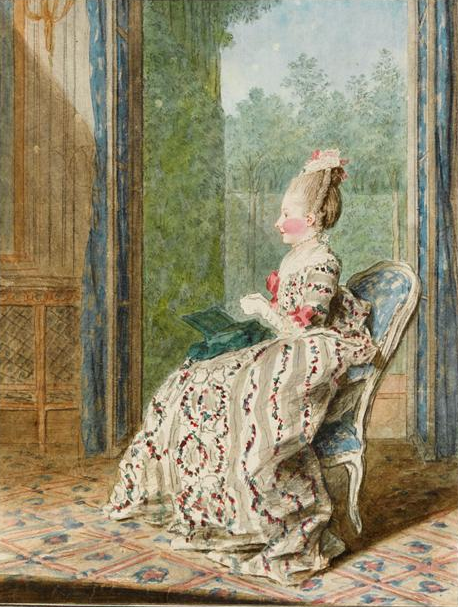
Retrado da princesa de Lamballe entre 1766-1767, por Louis Carrogis Carmontelle.

O casamento foi arranjado após ter sido sugerido por Luís XV como uma união adequada, já que tanto a noiva quanto o noivo eram membros do ramo colateral de ambas as famílias governantes, e foi aceito por sua família porque o rei da Sardenha há muito desejava uma aliança entre a casa de Saboia e a casa de Bourbon.
O casamento por procuração, seguido de um banquete, foi realizado na corte real da Saboia em Turim e contou com a presença do rei da Sardenha e sua corte. Em 24 de janeiro, a noiva cruzou a ponte de Beauvoisin entre a Saboia e a França, onde deixou sua comitiva italiana e foi recebida por sua nova comitiva francesa, que a acompanhou até seu noivo e sogro no Castelo de Nangis. Ela foi apresentada à corte real francesa no Palácio de Versalhes por Maria Fortunata, condessa de La Marche, em fevereiro, onde causou uma impressão favorável. Na França, ela adotou a versão francesa de seu nome, Marie-Thérèse-Louise.
O casamento foi inicialmente descrito como muito feliz, pois ambas as partes se sentiam atraídas pela beleza um do outro; depois de apenas alguns meses, porém, Luís Alexandre foi lhe infiel com duas atrizes, o que teria deixado Maria Teresa devastada. Ela foi consolada pelo sogro, de quem se tornou próxima.
Em 1768, aos 19 anos, tendo sido casada por apenas um ano, Maria Teresa ficou viúva quando seu marido morreu de uma doença venérea no Castelo de Louveciennes, cuidado por sua esposa e irmã. Maria Teresa herdou a considerável fortuna de seu marido, tornando-a rica por direito próprio. Seu sogro a convenceu com sucesso a abandonar seu desejo de se tornar freira e, em vez disso, residir com ele como sua filha. Ela o confortou em sua dor e se juntou a ele em seus extensos projetos de caridade em Rambouillet, uma atividade que lhe rendeu o nome de "Rei dos Pobres" e a ela o apelido de "O Anjo de Penthièvre".
Em 1768, após a morte da rainha Maria Leszczyńska, a princesa-viúva de Lamballe foi sugerida como possível noiva para o rei Luís XV. O plano de casamento foi apoiado pela família Noailles  mas nunca se materializou.

## Favorita de Maria Antonieta

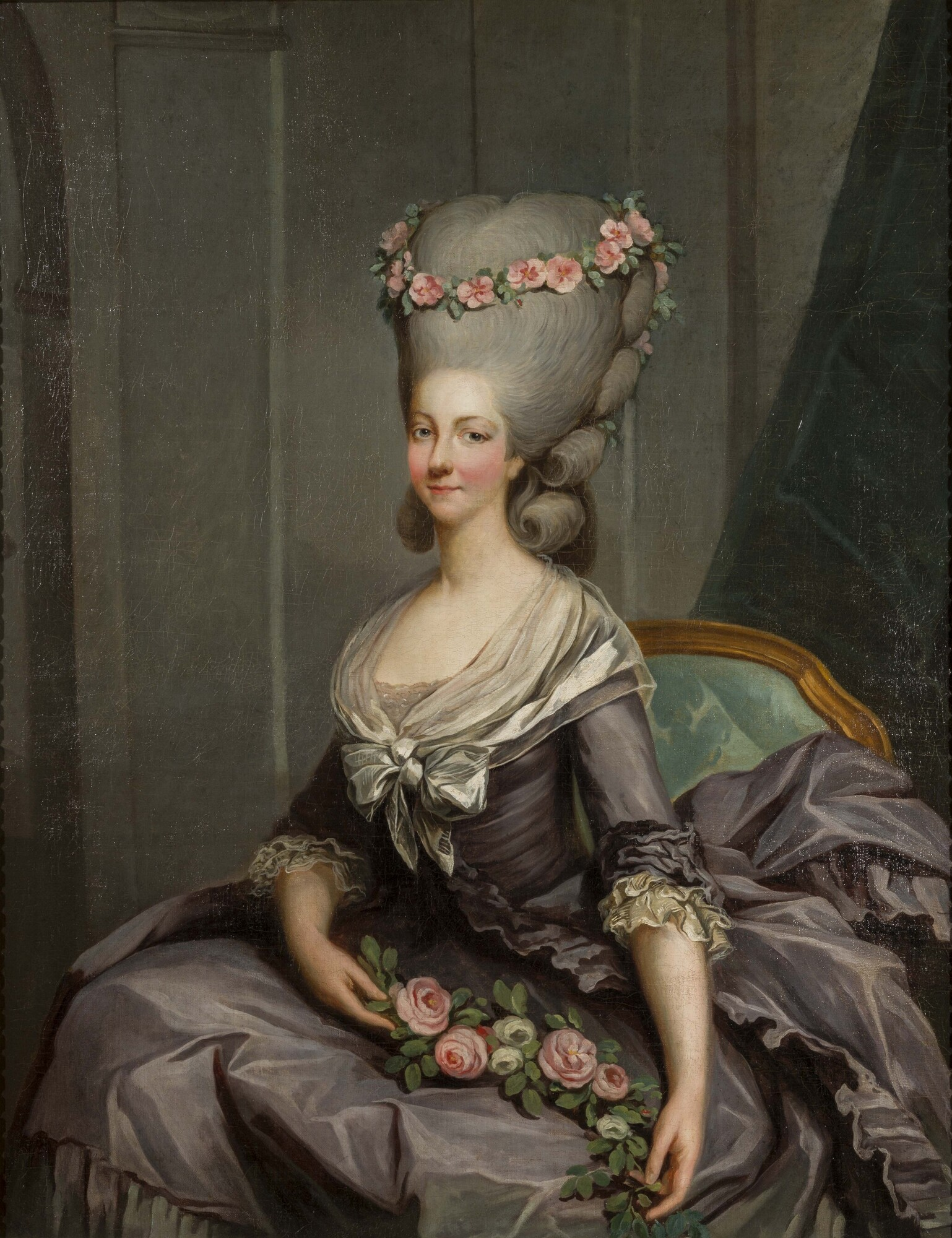
Madame la princesse de Lamballe
Antoine-François Callet, 1776, Palácio de Versalhes

Como uma "princesa de sangue", Maria Teresa desempenhava um importante papel nas cerimônias da corte, e quando a nova delfina, Maria Antonieta, chegou à França em 1770, foi apresentada a ela, juntamente com os duques de duque de Orleães, Chartres, Bourbon e Penthiévre (seu sogro) e os outros príncipes de sangue, em Compiègne. Durante 1771, o duque de Penthiévre começou a receber mais convidados, entre outros, o príncipe herdeiro da Suécia e o rei da Dinamarca; Maria Teresa atuou como sua anfitriã e passou a frequentar a corte com mais frequência, participando dos bailes realizados pela condessa de Noailles em honra de Maria Antonieta, que teria ficado encantada com Lamballe e a inundado de atenção e carinho que os espectadores não deixaram de notar. Em março de 1771, o conde Mercy, embaixador austríaco na França, relatou:
Já há algum tempo que a Delfina demonstra grande afeição pela Princesa de Lamballe... Esta jovem princesa é doce e amável e, desfrutando dos privilégios de uma Princesa de Sangue Real, está em posição de se valer do favor de Sua Alteza Real.
A Gazette de France menciona a presença de Maria Teresa na capela durante a missa solene na Quinta-feira Santa, na qual o rei estava presente, acompanhado pela família real, incluindo o duque de Bourbon e o duque de Penthièvre. Em maio de 1771, Maria Teresa foi a Fontainebleau e lá foi apresentada pelo rei à sua prima, a futura condessa de Provença, que compareceu à ceia depois. Em novembro de 1773, outra de suas primas se casou com outro príncipe francês, o conde de Artois, e ela estava presente no nascimento de Luís Filipe em Paris em outubro de 1773. Depois que suas primas se casaram com os cunhados de Maria Antonieta, Maria Teresa passou a ser tratada por Maria Antonieta como uma parente, e durante esses primeiros anos, os condes e condessas de Provença e Artois formaram um círculo de amigos com Maria Antonieta e Maria Teresa, e eram conhecidos por terem passado muito tempo juntos, sendo Maria Teresa descrita como quase constantemente ao lado de Maria Antonieta. A mãe de Maria Antonieta, a imperatriz Maria Teresa, não favorecia essa amizade, porque não gostava de favoritos e amigos íntimos da realeza em geral, embora Maria Teresa fosse, por causa de sua posição, considerada uma escolha aceitável, se tal amiga íntima fosse necessária.

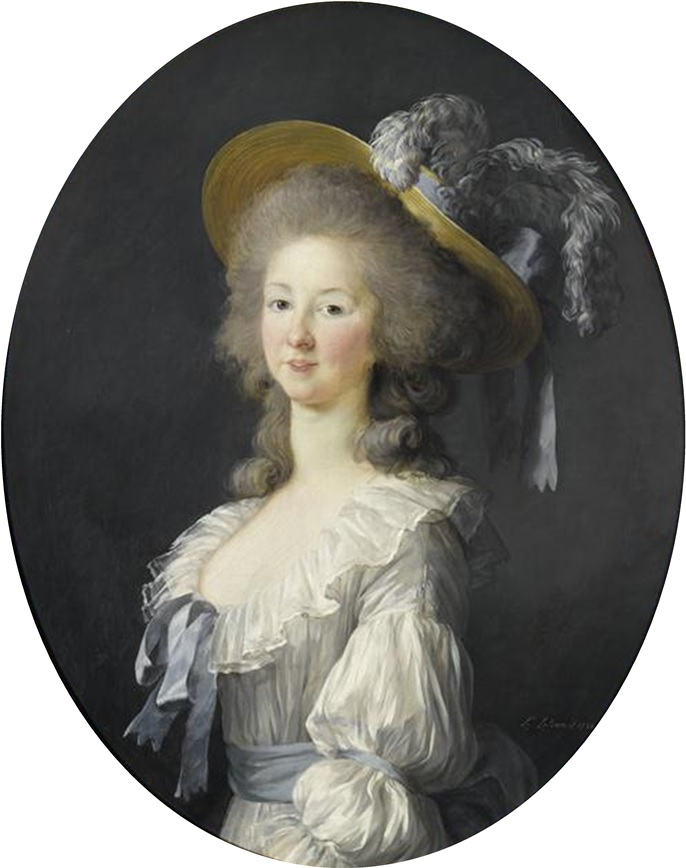
Retrato por Élisabeth Vigée-Lebrun

Em 18 de setembro de 1775, após a ascensão do marido de Maria Antonieta ao trono em maio de 1774, Maria Antonieta nomeou Maria Teresa "Superintendente da Casa da Rainha", o posto mais alto possível para uma dama de companhia em Versalhes. Esta nomeação foi controversa: o cargo estava vago há mais de trinta anos porque a posição era cara, supérflua e dava muito poder e influência à portadora, dando-lhe posição e poder sobre todas as outras damas de companhia e exigindo que todas as ordens dadas por qualquer outra mulher titular do cargo fossem confirmadas por ela antes que pudessem ser executadas, e Maria Teresa, embora de posição suficiente para ser nomeada, era considerada muito jovem, o que ofenderia aqueles colocados sob ela, mas a rainha considerou isso apenas uma recompensa para sua amiga.
Depois que Maria Antonieta se tornou rainha, sua amizade íntima com Maria Teresa recebeu maior atenção, e o embaixador Mercy relatou:
Sua Majestade vê continuamente a Princesa de Lamballe em seus aposentos [...] Esta dama une à muita doçura um caráter muito sincero, longe de intrigas e de todas as preocupações semelhantes. A Rainha concebeu há algum tempo uma verdadeira amizade por esta jovem Princesa, e a escolha é excelente, pois, embora piemontesa, Madame de Lamballe não se identifica de forma alguma com os interesses das Senhoras da Provença e d'Artois. Mesmo assim, tomei a precaução de salientar à Rainha que seu favor e bondade para com a Princesa de Lamballe são um tanto excessivos, a fim de evitar abusos por parte daquele lado.
A imperatriz Maria Teresa tentou desencorajar a amizade por medo de que Maria Teresa, nascida uma princesa de Saboia, tentasse beneficiar os interesses do Piemonte por meio da rainha. Durante seu primeiro ano como rainha, Maria Antonieta teria dito ao marido que aprovava muito sua amizade com Maria Teresa: "Ah, senhor, a amizade da princesa de Lamballe é o encanto da minha vida." Maria Teresa deu as boas-vindas aos seus irmãos na corte e, a pedido da rainha, o irmão favorito de Maria Teresa, Eugênio, recebeu um posto lucrativo com seu próprio regimento no Exército Real Francês. Mais tarde, Maria Teresa também recebeu da rainha o governo de Poitiou para seu cunhado.
Maria Teresa foi descrita como orgulhosa, sensível e com uma beleza delicada, embora irregular. Não sendo uma pessoa espirituosa e nem participando de conspirações, ela era capaz de divertir Maria Antonieta, mas era de natureza reclusa e preferia passar um tempo sozinha com a rainha em vez de participar da alta sociedade: ela sofria do que foi descrito como "nervosismo, convulsões, desmaios" e, segundo relatos, podia desmaiar e permanecer inconsciente por horas. O cargo de Superintendente exigia que ela confirmasse todas as ordens relativas à rainha antes que pudessem ser executadas, que todas as cartas, petições ou memorandos à rainha fossem canalizados por meio dela e que ela recebesse visitas em nome da rainha. O cargo despertou grande inveja e insultou um grande número de pessoas na corte por causa da precedência na posição que dava. Também lhe dava um salário enorme de 50.000 coroas por ano e, devido à condição da economia do estado e à grande riqueza da princesa, ela foi solicitada a renunciar ao salário. Quando ela recusou por uma questão de posição e declarou que teria todos os privilégios do cargo ou se aposentaria, a própria rainha lhe concedeu o salário. Este incidente gerou muita publicidade negativa, retratando assim Maria Teresa como uma favorita real gananciosa, e seus famosos desmaios foram amplamente ridicularizados como simulações manipuladoras. Ela era abertamente considerada a favorita da rainha e era saudada quase como uma realeza visitante quando viajava pelo país durante seu tempo livre e tinha muitos poemas dedicados a ela.

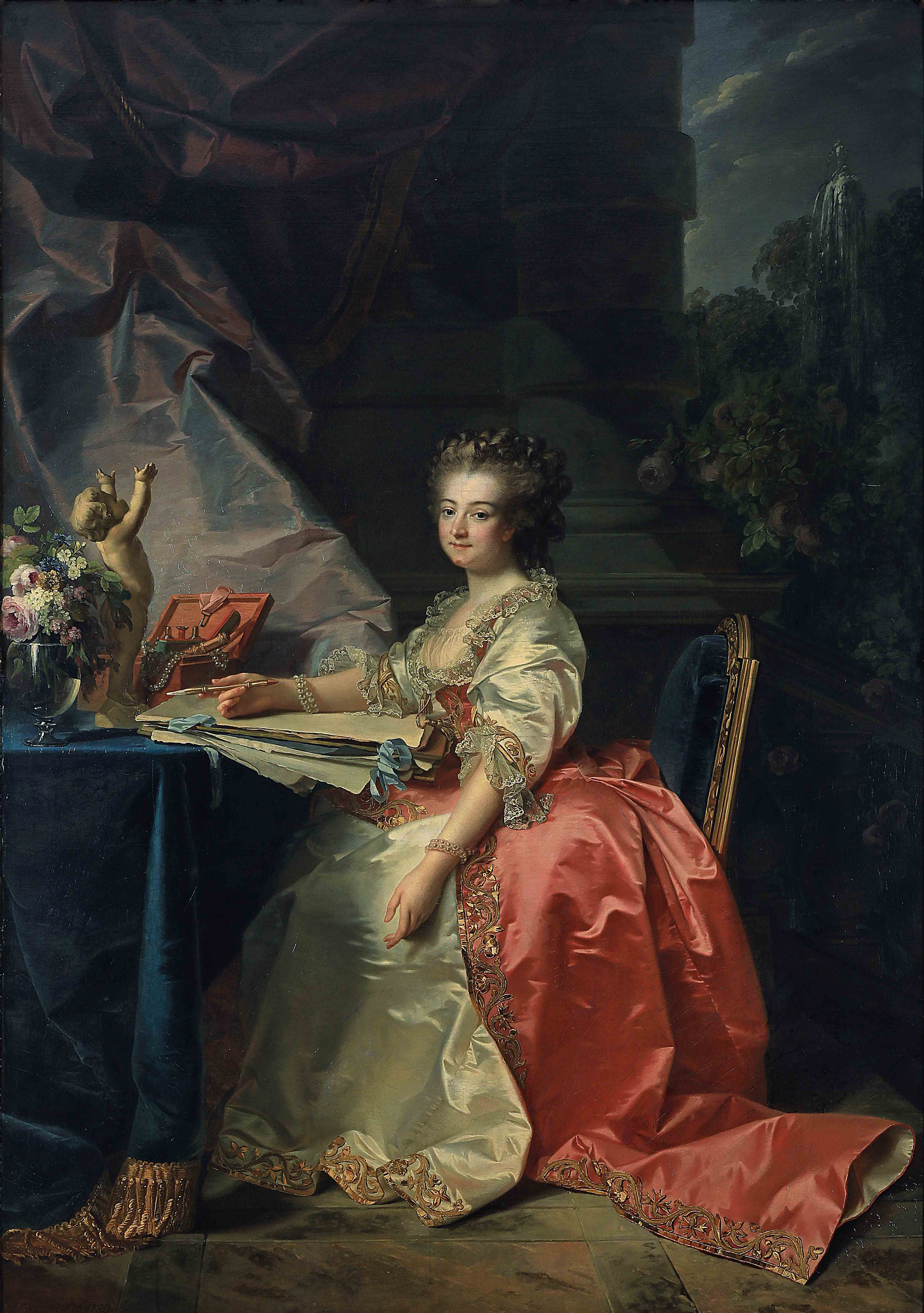
Retrato de Madame de Lamballe, por Jean-Laurent Mosnier. Em Mairie de Lamballe-Armor

Em 1775, no entanto, Maria Teresa foi gradualmente substituída em sua posição de favorita por Yolande de Polastron, a duquesa de Polignac. A extrovertida e sociável Yolande se referia à reservada Maria Teresa como uma grosseira, enquanto a própria Maria Teresa não gostava da má influência que considerava que Yolande tinha sobre a rainha. Maria Antonieta, que não conseguia fazê-las se entender, começou a preferir a companhia de Yolande, que poderia satisfazer melhor sua necessidade de diversão e prazer. Em abril de 1776, o embaixador Mercy relatou: "A princesa de Lamballe perde muito em favor. Acredito que ela sempre será bem tratada pela rainha, mas ela não possui mais toda a sua confiança", e continuou em maio relatando "brigas constantes, nas quais a princesa parecia estar sempre errada." Quando Maria Antonieta começou a participar de teatro amador no Petit Trianon, Yolande a convenceu a recusar a admissão de Maria Teresa neles, e em 1780, o embaixador Mercy relatou: "a princesa é muito pouco vista na corte. A rainha, é verdade, a visitou após a morte de seu pai, mas é a primeira demonstração de gentileza que ela recebeu por muito tempo." Embora Maria Antonieta tenha sido substituída por Yolande como favorita, a amizade com a rainha continuou, no entanto, de forma intermitente; Maria Antonieta a visitava ocasionalmente em seus aposentos e, segundo relatos, apreciava sua serenidade e lealdade entre os entretenimentos oferecidos a ela por Yolande, comentando certa vez: "Ela é a única mulher que conheço que nunca guarda rancor; nem ódio nem ciúme são encontrados nela." Após a morte da mãe de Maria Antonieta, a rainha isolou-se com Maria Teresa e Yolande durante o inverno para lamentar-se. Maria Teresa manteve seu cargo de Superintendente na corte real francesa mesmo depois de perder sua posição como favorita e continuou a desempenhar suas funções - ela organizou bailes em nome da rainha, apresentou debutantes a ela, ajudou-a a receber convidados reais estrangeiros e participou das cerimônias em torno do nascimento dos filhos da rainha e da Comunhão anual da Páscoa da rainha. Fora de seus deveres formais, no entanto, ela frequentemente se ausentava da corte, cuidando da saúde precária dela e de seu sogro. Ela se envolveu em sua estreita amizade com sua dama de companhia favorita, a condessa Étiennette d'Amblimont de Lâge de Volude, bem como em sua caridade e seu interesse na Maçonaria. Durante o famoso Caso do Colar de Diamantes, Maria Teresa foi vista em uma tentativa malsucedida de visitar a acusada Jeanne de la Motte na Prisão de La Salpêtrière; o propósito desta visita é desconhecido, mas criou rumores generalizados na época.
Maria Teresa sofria de saúde debilitada, que se deteriorou tanto em meados da década de 1780 que ela frequentemente não conseguia desempenhar as funções de seu cargo. Em uma ocasião, ela até contratou Deslon, um aluno de Franz Mesmer, para hipnotizá-la. Ela passou o verão de 1787 na Inglaterra, aconselhada por médicos a tomar as águas inglesas em Bath para curar sua saúde. Esta viagem foi muito divulgada como uma missão diplomática secreta em nome da rainha, com especulações de que ela pediria ao ministro exilado Calonne que omitisse certos incidentes das memórias que ele estava prestes a publicar, mas Calonne na verdade não estava na Inglaterra naquela época. Após a visita à Inglaterra, a saúde de Maria Teresa melhorou consideravelmente, e ela pôde participar mais na corte, onde a rainha agora lhe dava mais carinho novamente, apreciando a lealdade de Maria Teresa depois que a amizade entre Maria Antonieta e Polignac começou a se deteriorar. Neste ponto, Maria Teresa e sua cunhada se juntaram ao parlamento para fazer uma petição em nome do duque de Orleães, que estava exilado. Na primavera de 1789, Maria Teresa estava presente em Versalhes para participar das cerimônias em torno da abertura dos Estados Gerais na França.
Maria Teresa era por natureza reservada e, na corte, tinha a reputação de ser puritana. No entanto, na propaganda antimonarquista popular da época, ela era regularmente retratada em panfletos pornográficos, mostrando-a como amante lésbica da rainha para minar a imagem pública da monarquia.

## Maçonaria e iluminismo
Ela foi iniciada na Maçonaria e ingressou na loja feminina adotiva "La Candeur" em 12 de fevereiro de 1777. Foi eleita Grã-Mestra da "Mère Loge Écossaise" em 1781. Embora Maria Antonieta não tenha se tornado um membro oficial, ela se interessava pela maçonaria e frequentemente perguntava a Mariea Teresa sobre a organização. Lamballe também se interessava pelo movimento iluminista, pela Encyclopédie, pela condição da mulher e pela amizade feminina. Em particular, ela organizou um jantar seguido de um baile para o qual apenas mulheres foram convidadas, o que chocou a corte.

## Revolução Francesa

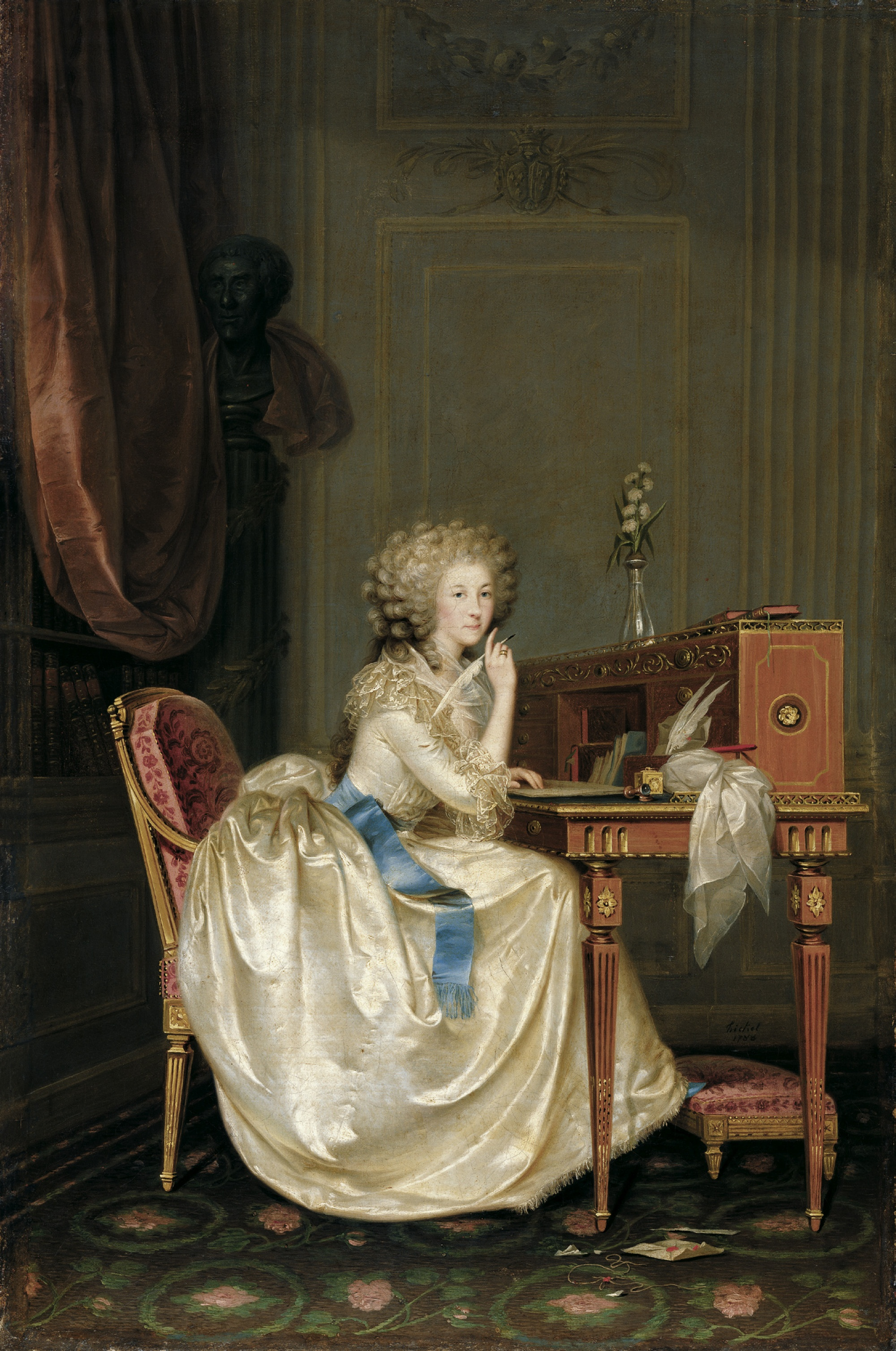
Retrato de Maria Teresa em 1788, por Anton Hickel no Museu de Liechtenstein em Viena.

Durante a Tomada da Bastilha em julho de 1789 e a eclosão da Revolução Francesa, Maria Teresa estava em uma visita de lazer à Suíça com sua dama de companhia favorita, a condessa de Lâge, e quando ela retornou à França em setembro, ela ficou com seu sogro no campo para cuidar dele enquanto ele estava doente e, portanto, não estava presente na corte durante a Marcha das Mulheres a Versalhes, que ocorreu em 5 de outubro de 1789, quando ela estava com seu sogro em Aumale.
Em 7 de outubro de 1789, ela foi informada dos eventos da revolução e imediatamente se juntou à família real no Palácio das Tulherias, em Paris, onde reassumiu as funções de seu cargo. Ela e a irmã do rei, Madame Isabel, dividiam os apartamentos do Pavillon de Flore das Tulherias, no mesmo andar da rainha, e, exceto por breves visitas ao seu sogro ou à sua villa em Passy, ela se estabeleceu lá permanentemente. Nas Tulherias, os entretenimentos rituais da corte e a vida representativa foram, em algum nível, reintegrados. Enquanto o rei se reunia com seus ministros, a rainha realizava jogos de cartas todos os domingos e terças-feiras, bem como uma recepção na corte aos domingos e quintas-feiras antes de comparecer à missa e jantar em público com o rei, além de dar audiência aos enviados estrangeiros e às delegações oficiais a cada semana; todos os eventos dos quais Maria Teresa, em seu cargo de Superintendente, participava, sendo sempre vista ao lado da rainha tanto em público quanto em privado. Ela acompanhou a família real a St. Cloud no verão de 1790 e também compareceu à Festa da Federação no Campo de Marte, em Paris, em julho.
Anteriormente relutante em entreter em nome da rainha, como seu cargo exigia, durante esses anos ela entreteve generosamente e amplamente em seu escritório nas Tulherias, onde esperava reunir nobres leais para ajudar a causa da rainha, e seu salão passou a servir como um ponto de encontro para a rainha e os membros da Assembleia Nacional Constituinte, muitos dos quais a rainha desejava conquistar para a causa absolutista. Foi supostamente no apartamento de Maria Teresa que a rainha teve suas reuniões políticas com Mirabeau.
Paralelamente, ela também investigou a lealdade entre os funcionários da corte por meio de uma rede de informantes. Madame Campan descreveu como uma vez foi entrevistada por Maria Teresa, que explicou que havia sido informada de que Madame Campan estava recebendo delegados em seu quarto e que sua lealdade para com a monarquia havia sido questionada, mas que Maria Teresa havia investigado as acusações por meio de espiões, o que inocentou Madame Campan das acusações. Madame Campan escreve: "A princesa então me mostrou uma lista com os nomes de todos os empregados nos aposentos da rainha e me pediu informações sobre eles. Felizmente, eu tinha apenas informações favoráveis a dar, e ela escreveu tudo o que eu disse a ela."
Após a fuga da duquesa de Polignac da França e da maioria das outras pessoas do círculo íntimo de amigos da rainha, Maria Antonieta avisou Maria Teresa que ela, agora em seu papel visível, atrairia grande parte da raiva do público em relação aos favoritos da rainha, e que os libelos que circulavam abertamente em Paris a exporiam à calúnia. Maria Teresa teria lido um desses volumes e foi informada da hostilidade expressa contra ela neles.
Maria Teresa apoiou sua cunhada quando ela pediu a separação do duque de Orleães – na sequência de sua filiação ao Clube Jacobino – o que foi visto como um motivo de discórdia entre Maria Teresa e a casa de Orleães. Embora o duque frequentemente usasse Maria Teresa como intermediária para a rainha, ele nunca confiou em Maria Antonieta e quando foi informado de que ela tinha má vontade para com ele, ele teria rompido com ela.

### Fuga de Varennes

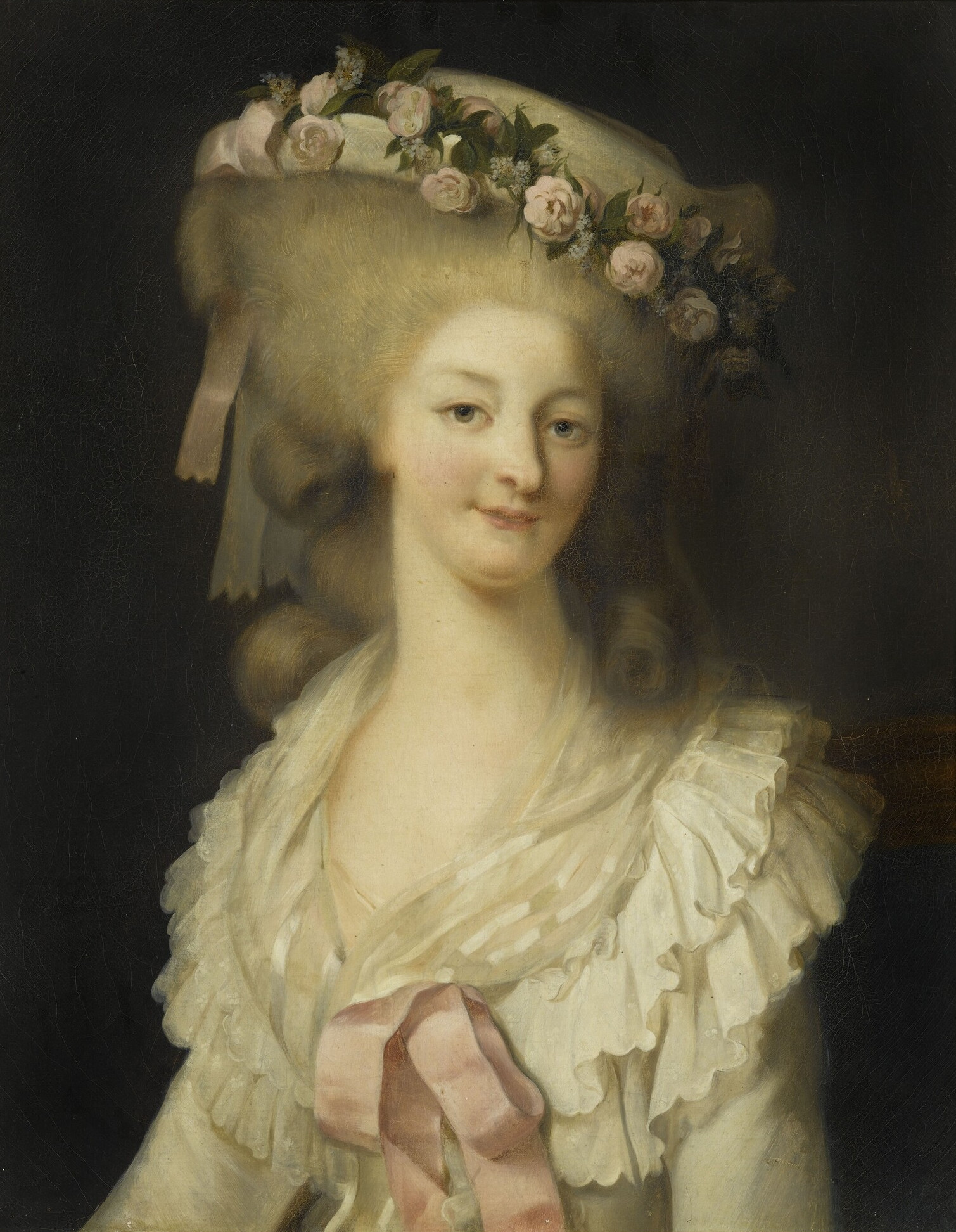
Retrato de Lamballe, por François-Hubert Drouais.

Maria Teresa não foi informada previamente da Fuga de Varennes. Na noite da fuga, em junho de 1791, a rainha lhe deu boa noite e aconselhou-a a passar alguns dias no campo para o bem de sua saúde antes de se aposentar. Maria Teresa achou seu comportamento estranho o suficiente para comentar sobre isso com M. de Clermot, antes de deixar o Palácio das Tulherias para se retirar para sua villa em Passy. No dia seguinte, quando a família real já havia partido durante a noite, ela recebeu uma nota de Maria Antonieta que lhe contou sobre a fuga e lhe disse para encontrá-la em Bruxelas. Na companhia de suas damas de companhia, a condessa de Lâge, a condessa de Ginestous e dois cortesãos do sexo masculino, ela imediatamente visitou seu sogro em Aumale, informou-o de sua fuga e pediu-lhe cartas de apresentação.
Ela partiu da França de Boulogne para Dover, na Inglaterra, onde ficou por uma noite antes de continuar para Ostende, naos Países Baixos Austríacos, onde chegou em 26 de junho. Ela seguiu para Bruxelas, onde reencontrou Axel von Fersen e o conde e a condessa de Provença, e depois para Aix-la-Chapelle. Ela visitou o rei Gustavo III da Suécia em Spa por alguns dias em setembro e o recebeu em Aix em outubro. Em Paris, o Chronique de Paris relatou sua partida e acreditava-se amplamente que ela havia ido para a Inglaterra para uma missão diplomática em nome da rainha.
Ela ficou em dúvida por muito tempo se seria mais útil para a rainha dentro ou fora da França, e recebeu conselhos conflitantes: seus amigos M. de Clermont e M. de la Vaupalière a encorajaram a retornar ao serviço da rainha, enquanto seus parentes pediram que ela retornasse a Turim, no Piemonte. Durante sua estadia no exterior, ela se correspondeu com Maria Antonieta, que repetidamente lhe pediu para não retornar à França. No entanto, em outubro de 1791, as novas disposições da Constituição entraram em vigor, e a rainha foi solicitada a colocar sua casa em ordem e demitiu todos os ocupantes de cargos que não estavam em serviço. Consequentemente, ela escreveu oficialmente para Maria Teresa e pediu formalmente que ela retornasse ao serviço ou renunciasse. Esta carta formal, embora contrastasse com as cartas particulares que Maria Antonieta havia escrito para ela, supostamente a convenceu de que era seu dever retornar, e ela anunciou que a rainha desejava que ela retornasse e que "eu devo viver e morrer com ela."

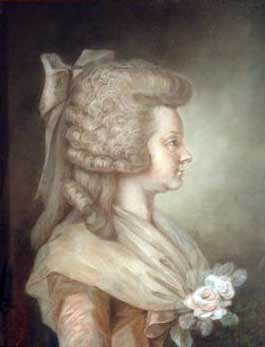
A princesa de Lamballe durante a revolução; pastel atribuído a Danloux, 1791

Durante sua estadia em uma casa que ela havia alugado no Royal Crescent em Bath, Grã-Bretanha, a princesa escreveu seu testamento, porque estava convencida de que correria perigo mortal se retornasse a Paris. Outras informações, no entanto, afirmam que o testamento foi feito nos Países Baixos Austríacos, sendo assinado como "Aix la Chapelle, 15 de outubro de 1791. Maria Teresa Luísa de Saboia". Ela deixou Aix la Chapelle em 20 de outubro e sua chegada a Paris foi anunciada nos jornais parisienses de 4 de novembro.
De volta as Tulherias, Maria Teresa retomou seu cargo e seu trabalho reunindo apoiadores para a rainha, investigando a lealdade da casa e escrevendo aos nobres emigrados, pedindo-lhes que retornassem à França em nome da rainha. Em fevereiro de 1792, por exemplo, Louis Marie de Lescure foi convencido a permanecer na França em vez de emigrar depois de ter conhecido a rainha no apartamento de Maria Teresa, que então informou a ele e sua esposa Victoire de Donnissan de La Rochejaquelein dos desejos da rainha de que eles permanecessem na França por lealdade. Maria Teresa despertou a antipatia do prefeito Pétion, que se opôs à presença da rainha no jantar no apartamento de Maria Teresa, e rumores generalizados afirmavam que os aposentos de Maria Teresa no Palácio das Tulherias eram o ponto de encontro de um "Comitê Austríaco" que conspirava para encorajar a invasão da França, um segundo massacre da noite de São Bartolomeu e a destruição da revolução.
Durante a Jornada de 20 de Junho de 1792, ela estava presente na companhia da rainha quando uma multidão invadiu o palácio. Maria Antonieta imediatamente gritou que seu lugar era ao lado do rei, mas Maria Teresa então gritou: "Não, não, Madame, seu lugar é com seus filhos!", após o que uma mesa foi puxada diante dela para protegê-la da multidão. Maria Antonieta, ao lado da princesa de Tarente, Madame de Tourzel, a duquesa de Maillé, Madame de Laroche-Aymon, Marie Angélique de Mackau, Renée Suzanne de Soucy, Madame de Ginestous e alguns nobres, pertenciam aos cortesãos que protegeram a rainha e seus filhos por várias horas quando a multidão passou pela sala gritando insultos a Maria Antonieta. De acordo com uma testemunha, Maria Teresa permaneceu encostada na poltrona da rainha para apoiá-la durante toda a cena: "Madame de Lamballe demonstrou ainda mais coragem. Permanecendo de pé durante toda aquela longa cena, encostada na cadeira da rainha, ela parecia apenas ocupada com os perigos daquela infeliz princesa, sem considerar os seus próprios."
Maria Teresa continuou seus serviços à rainha até o ataque ao palácio em 10 de agosto de 1792, quando ela Madame de Tourzel, Governanta dos Filhos de França, acompanharam a família real quando eles se refugiaram na Assembleia Legislativa. M. de la Rochefoucauld estava presente durante esta ocasião e lembrou:
Eu estava no jardim, perto o suficiente para oferecer meu braço a Madame la Princesse de Lamballe, que era a mais abatida e assustada do grupo; ela o aceitou. [...] Madame la Princesse de Lamballe me disse: "Nunca mais voltaremos ao Palácio."
Durante a sua estadia no gabinete do escrivão na Assembleia Legislativa, Maria Teresa adoeceu e teve de ser levada para o Convento de Feuillant; Maria Antonieta pediu-lhe que não regressasse, mas ela, no entanto, optou por regressar à família assim que se sentiu melhor. Ela também os acompanhou da Assembleia Legislativa para o Convento de Feuillant e de lá para a Prisão do Templo.

## Prisão
Em 19 de agosto de 1792, Maria Teresa, Madame de Tourzel e sua filha foram separadas da família real e transferidas para a Prisão de la Force, onde lhes foi permitido compartilhar uma cela. Elas foram removidas da Prisão Templo ao mesmo tempo que dois criados e três criadas, pois foi decidido que a família real não deveria ter permissão para manter seus retentores.
Durante os Massacres de Setembro de 1792, as prisões foram atacadas por multidões, e os prisioneiros foram colocados perante tribunais populares reunidos às pressas, que os julgaram e executaram sumariamente. A cada prisioneiro eram feitas algumas perguntas, após as quais o prisioneiro era libertado com as palavras "Viva a nação" e autorizado a sair, ou condenado à morte com as palavras "Conduzam-no à Abadia" ou "Deixem-no ir", após o que o condenado era levado para um pátio onde era imediatamente morto por uma multidão composta por homens, mulheres e crianças. Os massacres foram combatidos pelos funcionários da prisão, que permitiram que muitos prisioneiros escapassem, especialmente mulheres. De cerca de duzentas mulheres, apenas duas foram finalmente mortas na prisão.
A filha de Madame de Tourzel foi retirada clandestinamente da prisão, mas sua mãe e Maria Teresa eram conhecidas demais para conseguirem escapar dessa forma. Sua fuga teria o risco de atrair muita atenção. Quase todas as prisioneiras julgadas pelos tribunais da Prisão de La Force foram libertadas das acusações. De fato, não apenas as antigas governantas reais Madame de Tourzel e Marie Angélique de Mackau, mas também cinco outras mulheres da casa real: a dama de companhia Louise-Emmanuelle de Châtillon, Princesse de Tarente, as damas de companhia da rainha, Marie-Élisabeth Thibault e Bazile, a enfermeira do delfim, St Brice, a dama de companhia de Maria Teresa, Navarre, bem como a esposa do criado do rei, Madame de Septeuil, foram todas levadas perante os tribunais e libertadas de acusações, assim como dois membros masculinos da casa real, os criados do rei e do delfim, Chamilly e Hue. Maria Teresa seria, portanto, a exceção.

## Morte

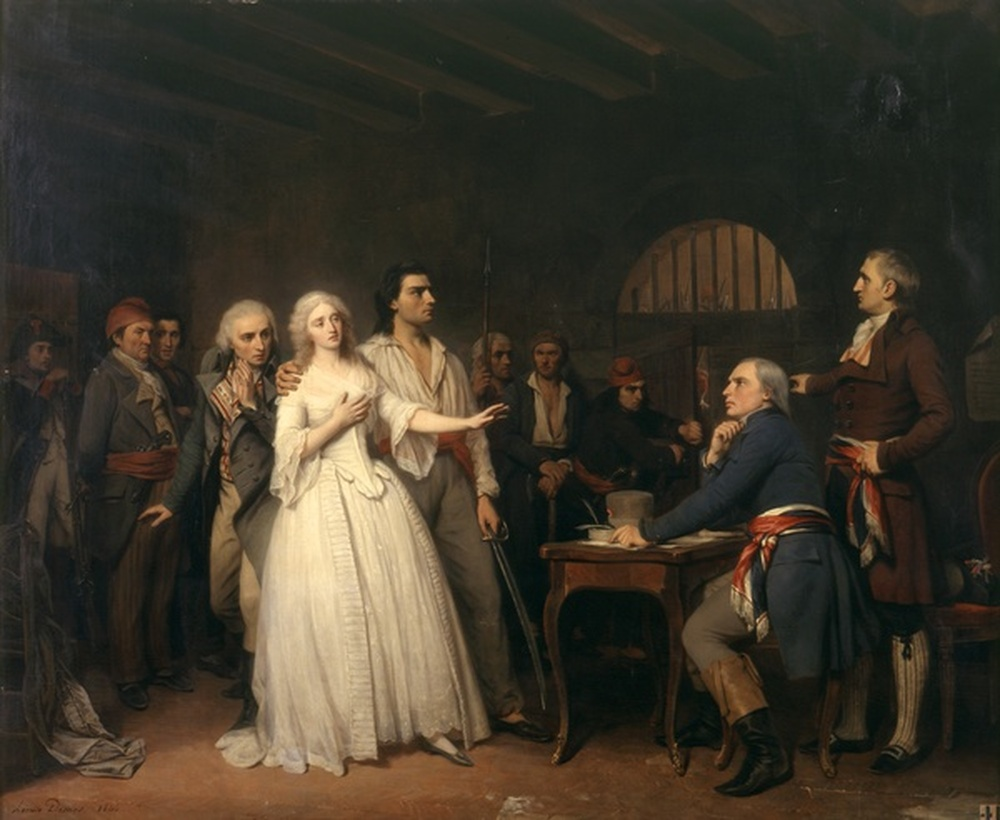
A condenação da princesa de Lamballe, por Louise Adélaïde Desnos

Em 3 de setembro de 1792, Maria Teresa e Madame de Tourzel foram levadas para um pátio com outras prisioneiras, aguardando para serem levadas ao tribunal. Ela foi levada perante um tribunal reunido às pressas, que exigiu que ela "fizesse um juramento de amar a liberdade e a igualdade e jurasse ódio ao Rei, à Rainha e à monarquia". Ela concordou em fazer o juramento à liberdade, mas se recusou a denunciar o rei, a rainha e a monarquia. Seu julgamento foi sumariamente encerrado com as palavras emmenez madame ("leve madame embora"). Ela estava na companhia de Madame de Tourzel até ser chamada ao tribunal, e a redação exata do julgamento sumário teria consistido no seguinte interrogatório rápido:
"Quem é você"

"Maria Teresa Luísa, Princesa de Saboia."

"Sua função?"

"Superintendente da Casa da Rainha."

"Você tinha conhecimento das conspirações da corte em 10 de agosto?'"

"Não sei se houve conspirações em 10 de agosto; mas sei que não tinha conhecimento delas."

"Juro pela Liberdade e Igualdade, e ódio ao Rei e à Rainha."

"Prontamente à primeira; mas não posso à última: não está em meu coração."

[Consta que agentes de seu sogro sussurraram a ela para fazer o juramento para salvar sua vida, ao que ela acrescentou:]

"Não tenho mais nada a dizer; é indiferente para mim se eu morrer um pouco mais cedo ou mais tarde; fiz o sacrifício da minha vida."

"Que Madame seja posta em liberdade."

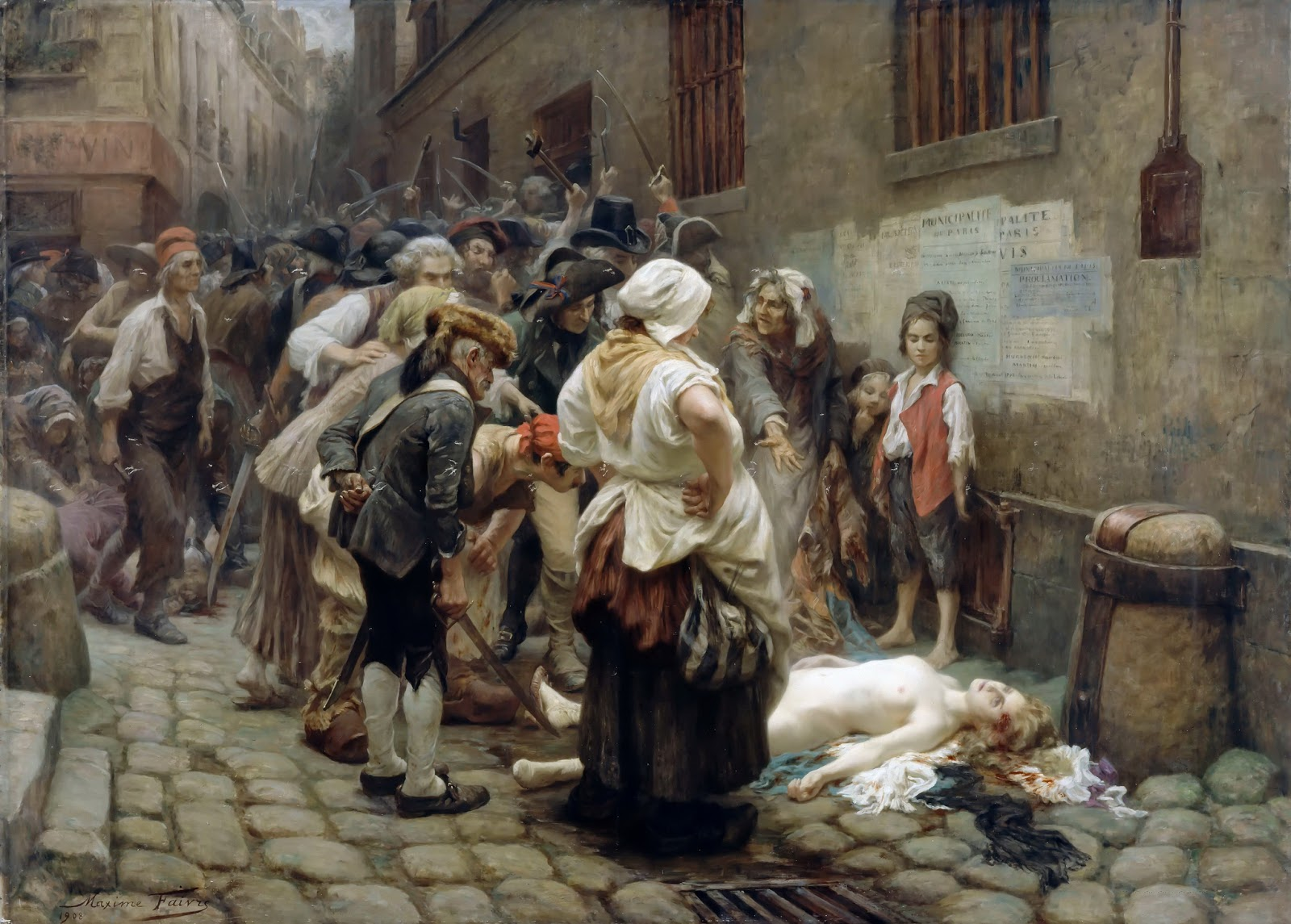
Morte da princesa de Lamballe, por Léon Maxime Faivre

Ela foi então rapidamente escoltada por dois guardas até a porta do pátio onde o massacre estava ocorrendo; no caminho para lá, os agentes de seu sogro a seguiram e novamente a encorajaram a fazer o juramento, mas ela pareceu não ouvi-los. Quando a porta foi finalmente aberta e ela foi exposta à visão de cadáveres ensanguentados no pátio, ela teria gritado Fi horreur! ("Que o medo se dane") ou "Estou perdida!", e caiu para trás, mas foi puxada para a frente do pátio pelos dois guardas. Alegadamente, os agentes de seu sogro estavam entre a multidão, gritando "Misericórdia! Misericórdia!", mas logo foram silenciados com os gritos de "Morte aos lacaios disfarçados do duque de Penthièvre!" Um dos assassinos, que foi julgado anos depois, a descreveu como "uma pequena senhora vestida de branco", parada sozinha por um momento. Segundo relatos, ela foi primeiro atingida por um homem com uma lança na cabeça, o que fez com que seu cabelo caísse sobre os ombros, revelando uma carta de Maria Antonieta que ela havia escondido no cabelo; ela foi então ferida na testa, o que a fez sangrar, após o que ela foi esfaqueada até a morte pela multidão.
Existem muitas variações diferentes da maneira exata de sua morte,  que atraíram grande atenção e foram usadas em propaganda por muitos anos após a revolução, durante a qual foram embelezadas e exageradas. Alguns relatos, por exemplo, alegam que ela foi estuprada e seus seios cortados, além de outras mutilações corporais. No entanto, não há nada que indique que ela foi exposta a quaisquer mutilações ou atrocidades sexuais, o que foi amplamente alegado nas histórias sensacionalistas que cercam sua morte infame.

### Post-mortem

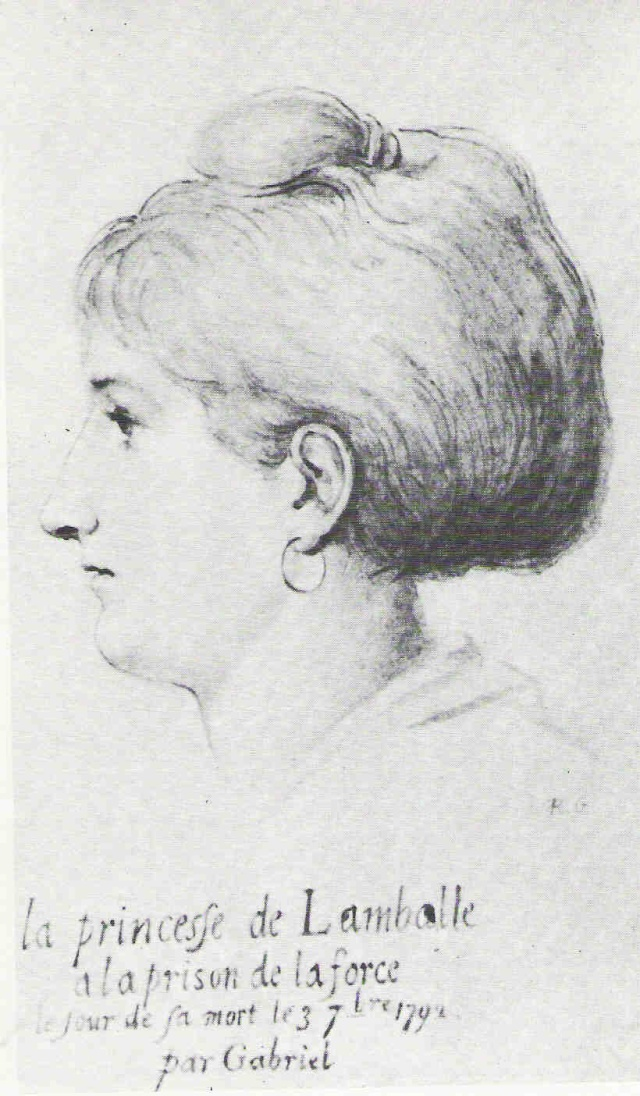
Retrato da princesa de Lamballe na Prisão de La Force no dia de sua morte, por Gabriel (3 de setembro de 1792).

O tratamento de seus restos mortais também foi objeto de muitas histórias conflitantes. Após sua morte, seu cadáver teria sido despido, eviscerado e decapitado, com sua cabeça colocada em uma lança. É confirmado por várias testemunhas que sua cabeça foi exibida pelas ruas em uma lança e seu corpo arrastado por uma multidão de pessoas gritando La Lamballe! La Lamballe!. Esta procissão foi testemunhada por um M. de Lamotte, que comprou uma mecha de seu cabelo que mais tarde deu ao seu sogro, bem como pelo irmão de Laure Junot.
Alguns relatos dizem que a cabeça foi levada a um café próximo, onde foi colocada na frente dos clientes, que foram convidados a beber em comemoração à sua morte. Alguns relatos afirmam que a cabeça foi levada a um barbeiro para pentear o cabelo e torná-lo instantaneamente reconhecível, embora isso tenha sido contestado. Em seguida, a cabeça foi colocada na lança novamente e desfilada sob a janela de Maria Antonieta no Templo.
Maria Antonieta e sua família não estavam presentes na sala do lado de fora da qual a cabeça estava exposta na época e, portanto, não a viram. No entanto, a esposa de um dos funcionários da prisão, Madame Tison, viu e gritou, e a multidão, ouvindo uma mulher gritar de dentro do Templo, presumiu que fosse Maria Antonieta. Aqueles que a carregavam queriam que ela beijasse os lábios de sua favorita, pois era uma calúnia frequente que os dois tivessem sido amantes, mas a cabeça não teve permissão para ser trazida para dentro do prédio. A multidão exigiu permissão para entrar no Templo para mostrar a cabeça a Maria Antonieta pessoalmente, mas os oficiais do Templo conseguiram convencê-los a não invadir a prisão. Na biografia histórica de Antonia Fraser, Marie Antoinette: The Journey, Fraser afirma que Maria Antonieta não viu realmente a cabeça de sua amiga de longa data, mas estava ciente do que estava acontecendo, afirmando: "... os oficiais municipais tiveram a decência de fechar as venezianas e os comissários os mantiveram longe das janelas... um desses oficiais disse ao rei... eles estão tentando mostrar a você a cabeça de Madame de Lamballe... Felizmente, a rainha então desmaiou."
Depois disso, a cabeça e o cadáver foram levados pela multidão para o Palácio Real, onde o duque de Orleães – e sua amante, Marguerite Françoise de Buffon, estavam entretendo um grupo de ingleses para o jantar. O duque de Orleães teria comentado: "Oh, é a cabeça de Lamballe: eu a reconheço pelo cabelo comprido. Vamos sentar para jantar", enquanto Buffon gritava: "Ó Deus! Eles carregarão minha cabeça assim algum dia!"
Os agentes de seu sogro, que tinham sido encarregados de adquirir seus restos mortais e enterrá-los temporariamente até que pudessem ser enterrados em Dreux, teriam se misturado à multidão para poder tomar posse deles. Eles evitaram as intenções da multidão de exibir os restos mortais diante da casa de Maria Teresa e seu sogro no Hôtel de Toulouse, dizendo que ela nunca havia morado lá, mas nas Tulherias ou no Hôtel Louvois. Quando o carregador da cabeça, Charlat, entrou em uma cervejaria, deixando a cabeça do lado de fora, um agente, Pointel, pegou a cabeça e a enterrou no cemitério perto do Hospital dos Quinze Vingts.
Embora a procissão da cabeça não seja questionada, os relatos sobre o tratamento de seu corpo foram questionados. Cinco cidadãos da seção local em Paris, Hervelin, Quervelle, Pouquet, Ferrie e Roussel entregaram seu corpo (menos sua cabeça, que ainda estava sendo exibida em uma lança) às autoridades logo após sua morte. Relatos realistas do incidente alegaram que seu corpo foi exibido na rua por um dia inteiro, mas isso não é provável, pois os protocolos oficiais afirmam explicitamente que ele foi levado às autoridades imediatamente após sua morte. Embora o estado do corpo não seja descrito, não há, de fato, nada que indique que ele foi estripado, ou mesmo despido: o relatório relata tudo o que ela tinha em seus bolsos quando morreu e indica que seu corpo sem cabeça foi trazido totalmente vestido em uma carroça para as autoridades da maneira normal, em vez de ser arrastado estripado pela rua, como alegavam as histórias sensacionalistas.
Seu corpo, assim como o de seu cunhado, o duque de Orleães, nunca foi encontrado. De acordo com Madame Tussaud, ela recebeu ordens de fazer uma máscara mortuária da princesa.

## Na cultura
A Princesa de Lamballe foi retratada em vários filmes e minisséries. Duas das representações mais notáveis foram feitas por Anita Louise no filme de 1938 de W. S. Van Dyke, Maria Antonieta, e por Mary Nighy no filme de 2006, Marie Antoinette, dirigido por Sofia Coppola. Na minissérie de 1989, La Révolution française, ela foi interpretada por Gabrielle Lazure. Na série de televisão Marie Antoinette, exibida desde 2022, ela é interpretada por Jasmine Blackborow. Ela também é mencionada no livro infantil de 1905, A Princesinha - a personagem principal, Sara, é fascinada pela Revolução Francesa e relata a morte da princesa para sua amiga.